# Barnängsparken

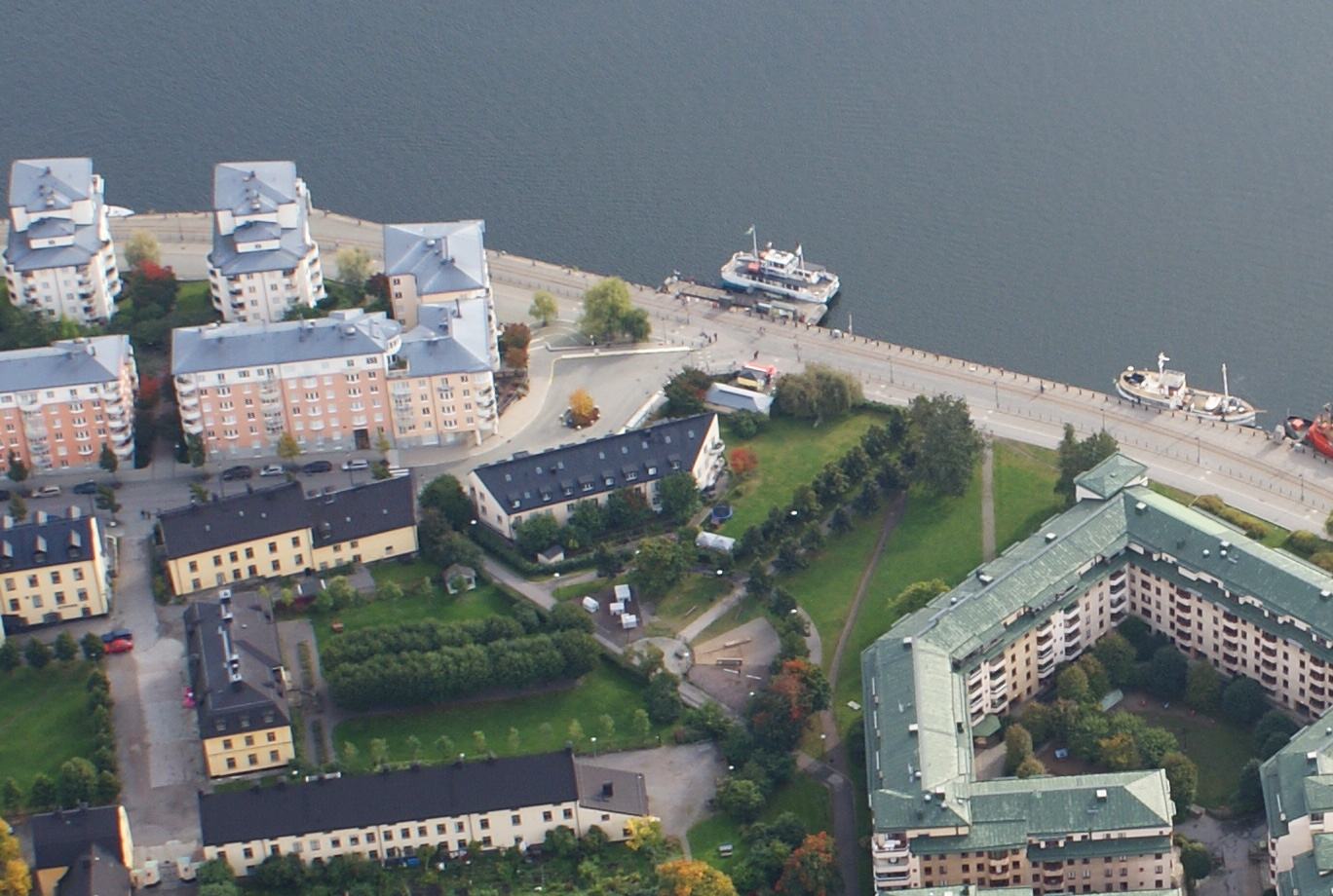
Barnängsparken från ovan, september 2012.

Barnängsparken är en park på Södermalm i centrala Stockholm. Den har fått sitt namn efter området Barnängen som den ligger i.
Den ligger ungefär mellan Färgargårdstorget (kv. Hamnvakten) och Tegelviksgatan 62, och går ner till kajen vid Hammarby Sjö. Parken fick sitt namn 1979. Parken består mest av fria gräsytor. I anslutning till parken finns Barnängsbryggan, ett färjeläge för trafik till Hammarby sjöstad.